# Eunidia duffyana
Eunidia duffyana là một loài bọ cánh cứng trong họ Cerambycidae.